# Киљдин
Киљдин (рус. Кильдин) малено је руско острво у акваторији Баренцовог мора, на око 1,5 километара северно од Мурманске обале Кољског полуострва. Од континенталног дела одвојено је Киљдинским пролазом. Административно острво припада Кољском рејону Мурманске области.

## Географија
Острво има форму платоа максималне висине 281 метар. Издужено је у смеру запад-исток у дужини од 17,6 километара, док максимална ширина острва у централном делу достиже до 7 километара. У основи острва налазе се пешчари и метаморфни шкриљци. Северне и западне обале острва су доста високе и стрме, док се ка југу и истоку спушта у виду широких тераса.
У југоисточном делу острва налази се малено језеро Могиљно, један од тек два меромиктичка језера на територији Русије. Језеро је специфично по томе што вода у његовим горњим слојевима има низак степен минерализације (слатководно језеро), док је ситуација на дну потпуно другачија и тамо салинитет има вредности и до 33 ‰.

## Становништво
На острву се налазе три насељена места (Источни, Западни и Планински Киљдн) са укупно око десетак становника (12 према попису из 2010). На Киљдину је 1594. боравио холандски морепловац Вилем Баренц.

## Природа
Острво се налази у вегетацијској зони тундре.